# قائمة الأتراك الحاصلين على جائزة نوبل

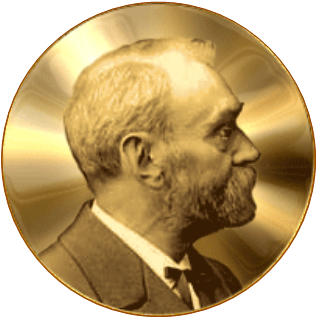
شعار جائزة نوبل.

التركيان التاليان قد حصلا على جائزة نوبل وهما:
| السنة | الاسم        | المجال   | فاز بسبب                                                                             |
| ----- | ------------ | -------- | ------------------------------------------------------------------------------------ |
| 2006  | أورخان باموق | الاقتصاد | "من يسعي للروح الحزينة من داخل مدينته ولديه رموز جديدة سيكتشف تصادم وتضافر الحضارات" |
| 2015  | عزيز سانجار  | الكيمياء | "للدراسات الميكانيكية للإصلاح الحمض النووي"                                          |

## الترشيحات
أعلنت الترشيحات الرسمية بعد 50 عاما من الترشيحات. تحتوي القائمة التالية على الترشيحات حتى عام 1964.
| السنة | الاسم                 | المجال | ملاحظات          |
| ----- | --------------------- | ------ | ---------------- |
| 1910  | جمعية الاتحاد والترقي | السلام | [ 3 ]            |
| 1932  | كمال سيناب بيركسوي    | الطب   | [ 4 ]            |
| 1934  | مصطفى كمال أتاتورك    | السلام | القائمة المختصرة |